# Шофман, Йосеф
Йосеф Шофман (ивр. יוסף שופמן‎; 12 июня 1903, Варшава — 10 сентября 1978, Израиль) — израильский политический и дипломатический деятель, депутат кнессета от движения «Херут» и блока «ГАХАЛ» (с 3-го до 6-го созыва), посол Израиля в Венесуэле (1971—1974).

## Биография
Родился 12 июня 1903 года в Варшаве (Российская империя, ныне Польша) в семье Шалома Шофмана и его жены Тамар. Отец владел косметическим заводом, где Йосеф позже работал. Учился в хедере, два года в русской гимназии и в гимназии «Хинух». Затем окончил Варшавский университет по направлению «юриспруденция», получил лицензию адвоката.
В юности был членом организации «Ха-шомер ха-цаир», с 1923 был членом студенческой сионистской организации «Ярдения». В 1930 году стал участником ревизионистского движения.
В 1925—1926 году возглавлял газетное бюро Еврейского национального фонда в Польше, а в 1926—1927 годах работал журналистом еврейской газеты на польском языке в Париже. В 1937—1939 годах возглавлял «Новое сионистское объединение» (объединение сионистских ревизионистских организаций в Польше).
В 1940 году репатриировался в Подмандатную Палестину. Возглавлял завод по производству косметики компании «Адиф». В 1946 году был арестован британскими властями. В 1947 году направлен ревизионистским движением в Южную Африку, где провел около полугода.
В 1955 году избран депутатом кнессета 3-го созыва, затем переизбирался депутатом 4-го, 5-го, 6-го созывов. В разные годы был членом финансовой комиссии, комиссии кнессета, законодательной комиссии, комиссии по внутренним делам.
В 1964—1966 годах являлся исполнительным директором движения «Херут». В 1971—1974 годах был послом Израиля в Венесуэле.
Умер 10 сентября 1978 года.